# Jean Dockx
Jean Baptiste Dockx (24 de maio de 1941 - 15 de janeiro de 2002) foi um futebolista belga que competiu na Copa do Mundo FIFA de 1970.

## Carreira
Jean Dockx representou a Seleção Belga de Futebol, da Euro de 1972.